# Rafael Devers
Artikeln följer den spanska namnseden; faderns efternamn är Devers och moderns efternamn Calcaño.

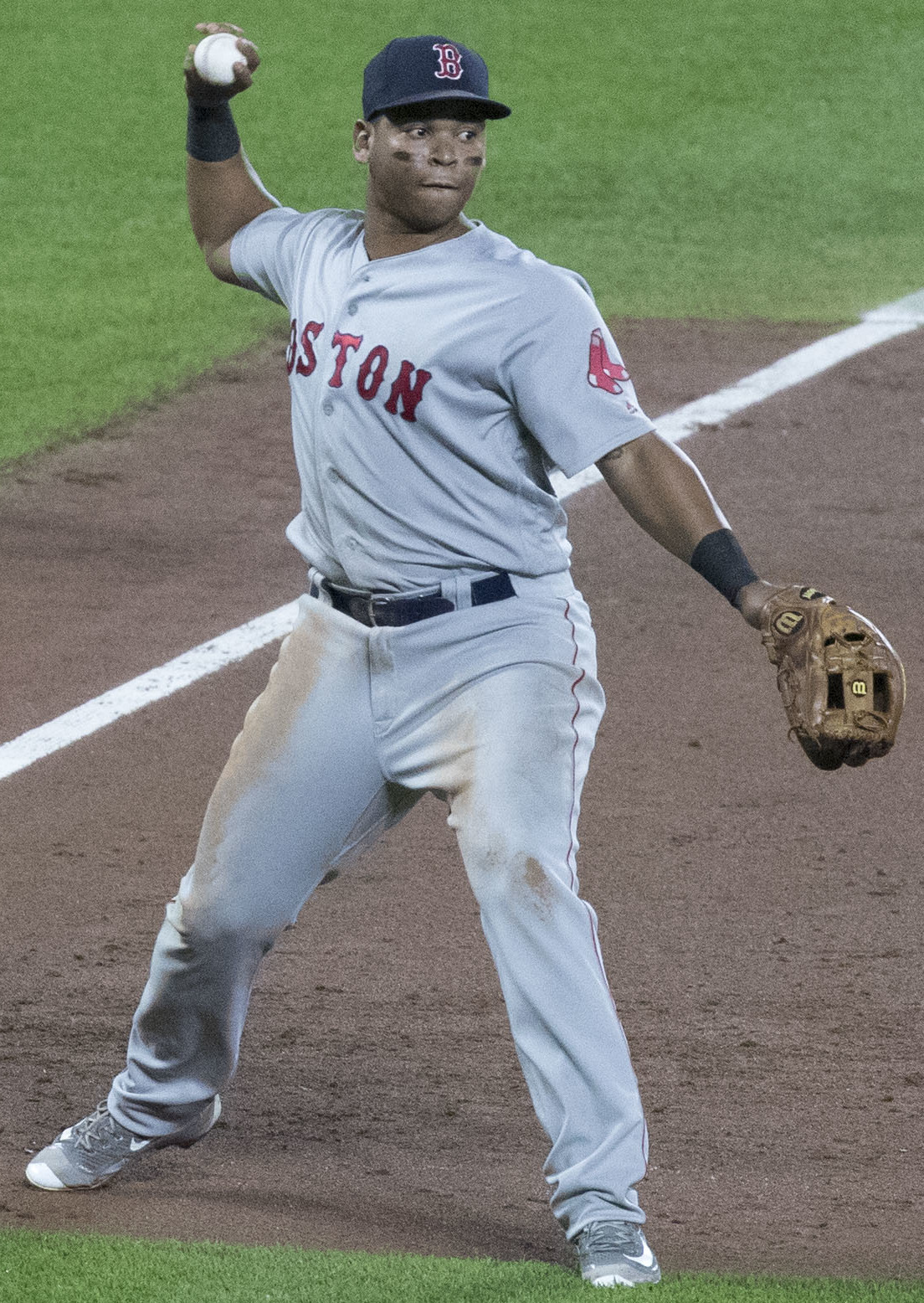
Rafael Devers, 2017.

Rafael Devers Calcaño, född 24 oktober 1996 i Sánchez, är en dominikansk professionell basebollspelare som spelar som tredjebasman för San Francisco Giants i Major League Baseball (MLB).
I augusti 2013 skrev han på ett proffskontrakt med Red Sox och erhöll en kontant bonus på 1,5 miljoner amerikanska dollar. Den 4 januari 2023 kom han och Red Sox överens om ett nytt kontrakt till ett värde av 331 miljoner dollar och löper ut 2034.
Devers vann 2018 års World Series samt en Silver Slugger Award för säsongen 2021.